# 富士山艦
富士山（ふじやま）是大日本帝國海軍的一艘三檣木造帆船軍艦，到1887年（明治20年）為止其正式艦名是富士山艦。艦名採用了日本最高峰—富士山命名，曾是幕府海軍的蒸汽巡防艦。

## 建造
富士山在1864年的美國紐約建造，其後由明治政府在1868年4月28日接收。她裝備了蹼輪推進，這是已經是當時逐漸被廢棄的設計。 

## 概要
在1868年（慶應4年）時明治政府從幕府那裏接收上繳的4艘軍艦當中，富士山艦是其中之一，其餘3艘分別是朝陽丸、翔鶴丸、觀光丸，為日本海軍最初配備的軍艦。明治維新以後，在1869年7月被合併到最近組成的帝國海軍。明治維新期間與其他軍艦合力捕獲咸臨丸。在1871年11月15日成為四等艦，和在1874年11月20日成為第三類軍艦。自1871年（明治4年）以來成為海軍學校的第一代練習軍艦，爾後被使用了作為教練船直到1889年5月10日退役。在1896年被小塊小塊地賣了。

## 艦歷
- 1864年（元治元年）美國·紐約竣工（幕府購入）。
- 1865年（慶應元年）到達橫濱（也有記錄為翌年）。
- 1868年（慶應4年）4月11日由幕府上繳。
- 1868年（慶應4年）4月28日正式收歸國有。
- 1868年（慶應4年）9月18日捕獲咸臨丸。
- 1871年（明治4年）改為海軍學校練習艦。
- 1876年（明治9年）10月撤去機關。
- 1880年（明治13年）1月繋泊練習艦。
- 1885年（明治18年）12月運用術練習艦。
- 1889年（明治22年）5月除籍。
- 1889年（明治22年）歸屬吳鎮守府海軍士兵團。
- 1889年（明治22年）9月10日成為雜役船。
- 1896年（明治29年）8月出售。

## 關連項目
- 大日本帝國海軍艦艇一覽
- 富士[II]